# George Shevelov
George Shevelov (Name bei der Geburt Deutsch: George Yurii Schneider, ukrainisch Юрій Володимирович Шнайдер ‚Jurij Wolodymyrowytsch Schnaider‘; * 17. Dezember 1908 in Charkiw; † 12. April 2002 in New York City) war ein ukrainisch-amerikanischer Slawist deutscher Abstammung. Er war Historiker der ukrainischen Literatur, Literatur- und Theaterkritiker, sowie aktiver Teilnehmer am wissenschaftlichen und kulturellen Leben der ukrainischen Emigration. Darüber hinaus war er Professor an den Universitäten Harvard und Columbia, ausländisches Mitglied der Nationalen Akademie der Wissenschaften der Ukraine (1991) und Präsident der Ukrainischen Freien Akademie der Wissenschaften (1959–1961, 1981–1986). Er war auch unter den Namen Jurij Scherech, Hr. Schewtschuk, Hryhorij Schewtschuk, Scherech, Hr. Sch., Ju. Sch. bekannt.

## Leben
George Shevelov wurde am 17. Dezember 1908 in Charkiw in einer gebildeten Mittelstandsfamilie deutscher Abstammung geboren. In seinem Elternhaus hatte er Kontakt mit Französisch und Deutsch, diese Sprachen kannten seine Eltern gut. Nach seinem Studium bei Leonid Bulachowskyj an der Universität Charkiw lehrte er dort Slawistik. Nach Deutschland emigriert, lehrte er an der Ukrainischen Freien Universität in München und promovierte dort (1949). Außerdem war er stellvertretender Vorsitzender des Literaturvereins MUR (1945–1949) und Herausgeber der Monatszeitschrift Arka. Nach seiner Ansiedlung in den Vereinigten Staaten war er Dozent für Russisch und Ukrainisch an der Harvard University (1952–1954), außerordentlicher Professor (1954–1958) und Professor für slawische Philologie an der Columbia University (1958–1977) sowie Präsident der Ukrainischen Akademie der Künste und Wissenschaften (1959–1961, 1981–1986).
Auf Einladung des deutschen Slawisten Max Vasmer nahm er eine Stelle als Dozent für Russisch und Ukrainisch an der Universität Lund (Schweden, 1950–1952) an. In den Jahren 1952–1954 arbeitete er an der Harvard University. 1953 starb Shevelovs Mutter, die ihn sein Leben lang begleitet hatte. 1954 gehörte er zu den Gründern des ukrainischen Schriftstellerverbandes Slovo. Aufgrund eines Konflikts mit Roman Jakobson war er gezwungen, an die Columbia University (1954–1977) zu wechseln. Er war Stipendiat des Guggenheim Fellowship (1958–1959) und Präsident der Ukrainischen Freien Akademie der Wissenschaften in den Vereinigten Staaten (1959–1961 und 1981–1986).
Er ging 1977 in den Ruhestand. 1978 wurde Shevelovs grundlegendes Werk „Zur Chronologie der Entstehung der ukrainischen Dialekte im Lichte der historischen Phonologie“ in Heidelberg veröffentlicht. In den Jahren 1978–1981 war er Herausgeber der Zeitschrift Suchasnist (Сучасність). Im Jahr 1998 wurde Shevelov mit dem Antonowytsch-Preis ausgezeichnet. Nach der Erlangung der Unabhängigkeit der Ukraine besuchte er mehrmals verschiedene ukrainische Städte. Shevelov spendete das Geld, das er mit dem Schewtschenko-Preis erhielt, für den Aufbau des Ukrainischen Gymnasiums Nr. 6. Er äußerte sich positiv über das ukrainische Rechtschreibprojekt, das von einer Gruppe von Wissenschaftlern unter der Leitung von Wassyl Nimtschuk entwickelt wurde.
Er starb am 12. April 2002 im Presbyterian Hospital in New York.

## Werke (Auswahl)
- Die ukrainische Schriftsprache 1798–1965: Ihre Entwicklung unter dem Einfluss der Dialekte. (Aus dem Ukrainischen übersetzt von Karl Siehs). Harrassowitz Verlag, Wiesbaden 1966, ISBN 978-3-447-00861-7
- Zur Chronologie der Entstehung der ukrainischen Dialekte im Lichte der historischen Phonologie. In: Zeitschrift für Slavische Philologie. Band 40, Nr. 2, Universitätsverlag WINTER GmbH, Heidelberg 1978, ISSN 0044-3492
- Триптих про призначення України. (Triptychon über die Bestimmung der Ukraine). Verleger Oleksandr Sawtschuk, Charkiw 2023, ISBN 978-966-2562-92-7